# Mycetaea subterranea
Mycetaea subterranea é uma espécie de insetos coleópteros polífagos pertencente à família Endomychidae.
A autoridade científica da espécie é Fabricius, tendo sido descrita no ano de 1801.
Trata-se de uma espécie presente no território português.